# Hörmann von Hörbach
Hörmann von Hörbach ist ein deutscher Familienname.

## Namensträger
- Joseph Hörmann von Hörbach (1778–1852), bayerischer Ministerialbeamter
- Ludwig von Hörmann von Hörbach (1837–1924), österreichischer Schriftsteller und Bibliothekar
- Otto Hörmann von Hörbach (1848–1923), deutscher Mediziner
- Walther Hörmann von Hörbach (1865–1946), österreichischer Kirchenrechtler
- Winfried Hörmann von Hörbach (1821–1896), deutscher Politiker (LRP)